# Reserva Biológica de Duas Bocas
Reserva Biológica de Duas Bocas é uma reserva biológica localizada no município de Cariacica, no estado brasileiro de Espírito Santo, com uma área aproximada de 2900 hectares. Foi criada como reserva florestal em 1965 e transformada em reserva biológica em 1991.
O nome provém de dois rios que passam pela unidade de conservação o rio Panelas e o rio Naiá-Assú. A represa das Duas Bocas localizada na reserva já foi utilizada como fonte de água para o município de Vitória.

## Fauna, flora, funga
Segundo dados do Ministério do Meio Ambiente, a flora é composta por 140 espécies identificadas, em maioria, arbóreas; com destaque para as braúnas, canelas, cedros, ipês, jarandás, copaíbas e parajus.

Fauna local
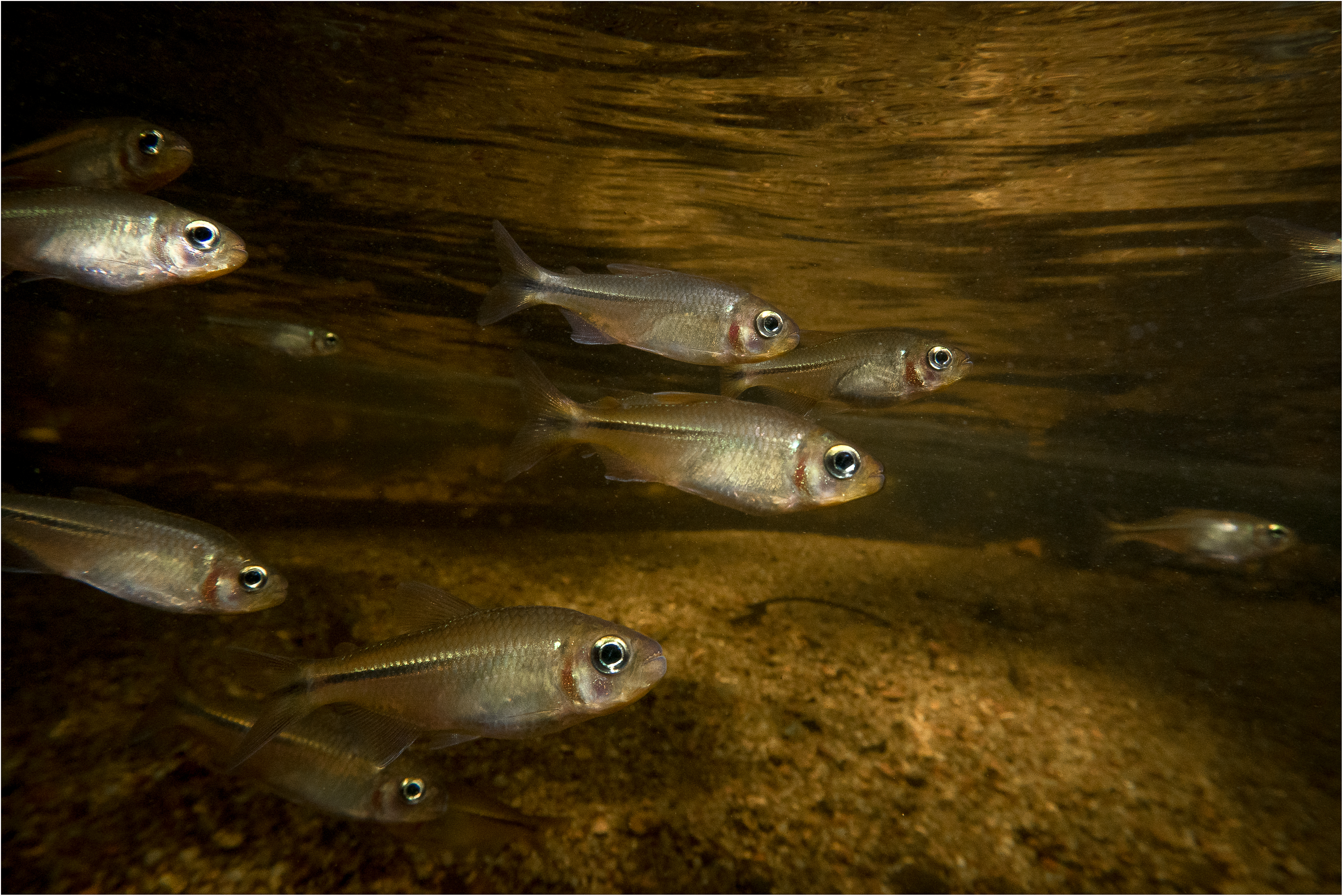